# Deserie Huddleston
Deserie Baynes (* 11. September 1960 in Mildura), während ihrer Karriere vor allem unter ihrem Mädchennamen Deserie Huddleston bekannt, ist eine ehemalige australische Sportschützin. Sie war im Trap und Doppeltrap aktiv.

## Erfolge
Deserie Huddleston nahm an zwei Olympischen Spielen teil: bei den Olympischen Spielen 1996 in Atlanta gelangen ihr im Doppeltrap 103 Treffer in der Qualifikation, im anschließenden Stechen setzte sie sich gegen drei Konkurrentinnen im Duell um den achten und damit letzten Platz der Finalrunde durch. In dieser kam sie wie Susanne Kiermayer auf 139 Treffer, der sie im anschließenden Stechen um Silber unterlag und damit die Bronzemedaille erhielt. In Sydney belegte sie 2000 sowohl im Trap als auch im Doppeltrap den zwölften Rang.
1997 gewann sie in Lima im Trap-Einzel sowie 2001 in Kairo mit der Trap-Mannschaft die Bronzemedaille bei den Weltmeisterschaften. In der Paar-Konkurrenz im Trap bei den Commonwealth Games 2006 in Melbourne sicherte sie sich Gold.